# هومبوری
هومبوری شهر کوچک و بخشی است در استان موپتی کشور مالی. بخش هومبوری امل ۲۵ روستاست که جمعاً در سرشماری ۲۰۰۹ تعداد ۲۳.۰۹۹ نفر جمعیت داشتند. 
شهر هومبوری در نزدیکی شمال کوه هومبوری توندو واقع شده و در مسیر شاهراه آر۱۵ که از موپتی به گائو می‌رود قرار دارد.
شهر هومبوری به خاطر معماری بومی که شامل خانه‌های سنگی و کوچه‌ها و دالان‌های باریک است معروف است. کوه‌های صخره‌ای جالب پیرامون شهر نزد سنگ‌نوردان محبوبیت دارد. بلندترین نقطه مالی نیز که ۱۱۵۳ متر ارتفاع دارد در نزدیکی هومبوری واقع شده‌است.
هومبوری از دهکده‌های باستانی قوم دوگون بوده‌است اما زمان بنیاد آن به درستی روشن نیست.  بیشتر اهالی هومبوری از پیروان صوفی‌گری و شیعه‌گری هستند.

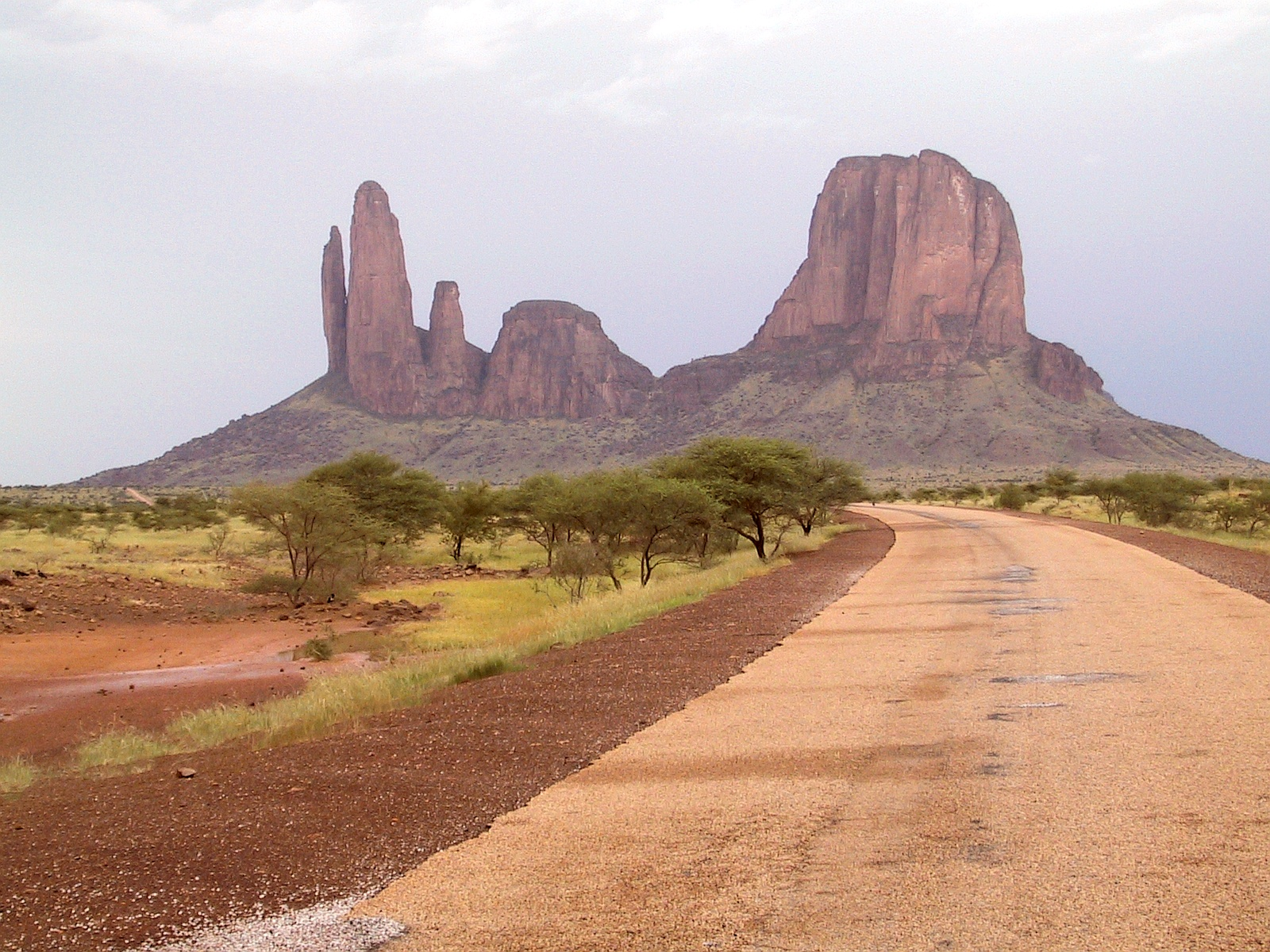
کوه معروف به «دست فاطمه» در نزدیکی هومبوری